# Luftenberg an der Donau
Luftenberg an der Donau is een gemeente in de Oostenrijkse deelstaat Opper-Oostenrijk, gelegen in het district Perg (PE). De gemeente heeft ongeveer 3700 inwoners.

## Geografie
Luftenberg an der Donau heeft een oppervlakte van 17 km². De gemeente ligt in het noorden van Oostenrijk, in het oosten van de deelstaat Opper-Oostenrijk. Luftenberg an der Donau ligt ten oosten van de stad Linz.
Allerheiligen im Mühlkreis · Arbing · Bad Kreuzen · Baumgartenberg · Dimbach · Grein · Katsdorf · Klam · Langenstein · Luftenberg an der Donau · Mauthausen · Mitterkirchen im Machland · Münzbach · Naarn im Machlande · Pabneukirchen · Perg · Rechberg · Ried in der Riedmark · Saxen · Schwertberg · Sankt Georgen am Walde · Sankt Georgen an der Gusen · Sankt Nikola an der Donau · Sankt Thomas am Blasenstein · Waldhausen im Strudengau · Windhaag bei Perg
- Gemeinsame Normdatei: 4485224-1
- Library of Congress Control Number: no00088645
- Nationale Bibliotheek van Israël: 987007480114805171
- Virtual International Authority File: 150994925
- WorldCat: E39PBJwHcGVvdjtfRgrvcJCYT3